# RHOB

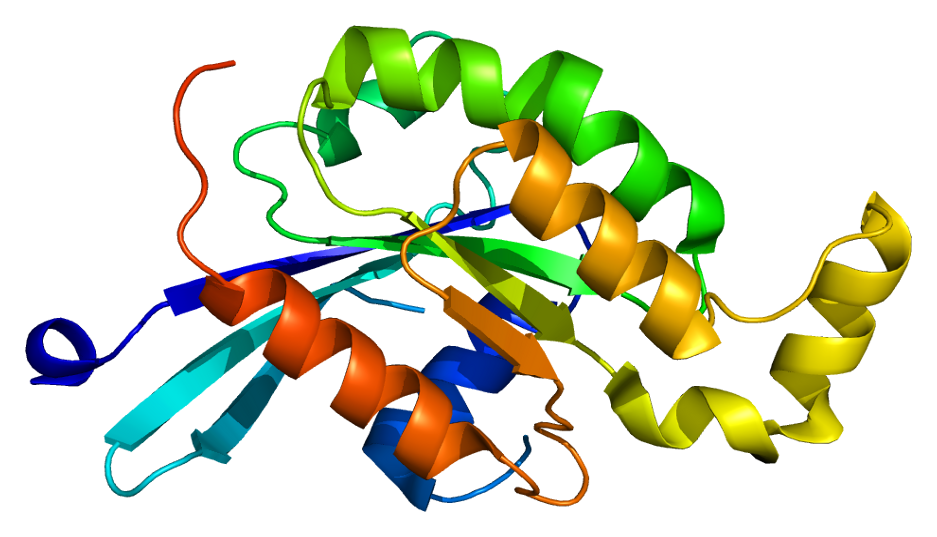
Estructura de la proteína RHOB.

El miembro B de la familia de genes homólogos de Ras, también conocido como RHOB, es una proteína que en humanos está codificada por el gen RHOB.
RHOB es un miembro de la familia de proteínas Rho de unión a GTP.

## Interacciones
Se ha demostrado que RHOB interactúa con CIT, ARHGEF3, ARHGDIG y RHPN2.